# Danjong
Danjong (koreanisch: 단종) (* 9. August 1441 in Hanseong, Joseon; † 7. November 1457 in Yeongwol-gun (영월), Provinz Gangwon-do (강원도)), war während seiner Regierungszeit von 1452 bis 1455 der 6. König der Joseon-Dynastie (조선 왕조) (1392–1910) in Korea.

## Leben
Danjong wurde am 9. August 1441 als einziger Sohn des Kronprinzen und späteren Königs Munjong unter dem Namen Hongwi (홍위) im Gyeongbokgung in Hanseong geboren. Man zählte das 23. Regierungsjahr seines Großvaters Sejong dem Großen. Als nach dem Tod von König Sejong sein Vater Munjong die Regentschaft übernahm, war es um seines Vaters Gesundheit nicht gut bestellt, weshalb sein Vater die Thronnachfolge kurz nach seiner Inthronisierung regelte und Danjong im Alter von 10 Jahren unter dem Namen Nosan (노산) zum Kronprinzen ernannte.

## Regierungszeit
Danjong war kurz vor der Vollendung seines 12. Lebensjahrs, als sein Vater am 1. Juni 1452 verstarb und er den Thron übernehmen musste. Noch vor seines Vaters Tod regelte dieser, wie nach seinem Tod die Macht im Staat gesichert und die Regierungsgeschäfte durch den Premierminister Hwang Bo-in (황보인) und seinem Stellvertreter General Kim Jong-seo (김종서) weiter geführt werden sollten. Danjong war mit 12 Jahren zu jung zum Regieren und benötigte Schutz vor Angriffen auf den Thron, denn Prinz Suyang (수양) und Prinz Anpyeong (안평), zweiter und dritter Sohn von König Sejongs erster Frau, hatten ebenfalls starke Ambitionen auf die Thronfolge.
Knapp 1 1/2 Jahre später inszenierte Danjongs Onkel, Prinz Suyang, eine Verschwörung gegen den Thron. Unter dem Namen Gyeyu-jeongnan (계유정난) bekannt geworden, erreichte Suyang am 10. Oktober 1453, unter Mithilfe des Gelehrten Han Myung-hoi (한명회) und einiger weiterer hochgestellten königlichen Bediensteten, dass in einem Komplott Prinz Anpyeong zum Schein zum König ausgerufen wurde. Prinz Suyang präsentierte sich als Retter, griff ein, übernahm die Macht im Palast und schickte seinen Bruder Prinz Anpyeong ins Exil auf die Insel Ganghwado, wo er acht Tage später vergiftet wurde. Auch Hwang Bo-in und General Kim Jongseo wurden getötet. Im Juni 1455 wurde auch Prince Geumseong (금성), ein weiterer Onkel von Danjong ins Exil geschickt. Unter dem ständigen Drängen des Gelehrten Han Myung-hoi und seinen Anhängern, gab Danjong schließlich nach und die Macht endgültig ab an seinen Onkel Suyang, der damit am 11. Juni 1455 als König Sejo (세조) den Thron übernahm. Danjong selbst blieb König, aber ohne jegliche Macht.
Als der Versuch der Gelehrten Seong Sam-mun (성삼문), Bak Paeng-nyeon (박 팽년), Ha Wi-ji (하위지), Yi Gae (이개), Yu Seong-won (유 성원) und des militärischen Führers Yu Eung-bu (유응부) im Juni 1456 misslang, Danjong wieder zurück auf den Thron zu heben, wurden sie alle sechs exekutiert (bekannt als Sayuksin (사육신) (sechs getötete königlichen Bedienstete)), Danjong ein Jahr später zum Prinz Nosan (노산군) degradiert und ins Exil nach Cheongryoengpo (청령포), Yeongwol (영월) in die Provinz Gangwon-do (강원도) geschickt.
Im September 1457 versuchte Danjongs Onkel, Prinz Geumseong, der selbst im Exil in der Provinz Gyeongsang (경상도) leben musste, Danjong die Rückkehr auf den Thron zu ermöglichen. Er wurde verhaftet und Danjong zur Strafe auf die Stufe eines Gelehrten degradiert.

## Tod
Danjong starb kurz darauf am 7. November 1457 (24. Oktober nach dem Mondkalender) unter nicht geklärten Umständen. Doch es ist naheliegend, dass er ermordet wurde, denn König Sejo ließ erklären, dass wenn jemand den Leichnam von König Danjong beerdigen würde, mit dem Tod zu rechnen habe. Andere Quellen geben an, dass sein Leichnam in den Fluss Dongang geworfen wurde. Doch der Gouverneur des Landkreises Yeongwol-gun, Eom Heung-do, fand den Leichnam und beerdigte ihn an dem Ort, der später Jangneung (장능) genannt wurde und heute in Danjong-ro (단종로), Yeongwol-eup (영월읖), Yeongwol-gun (영월군), der Provinz Gangwon-do (강원도) liegt.